# 살라반지카

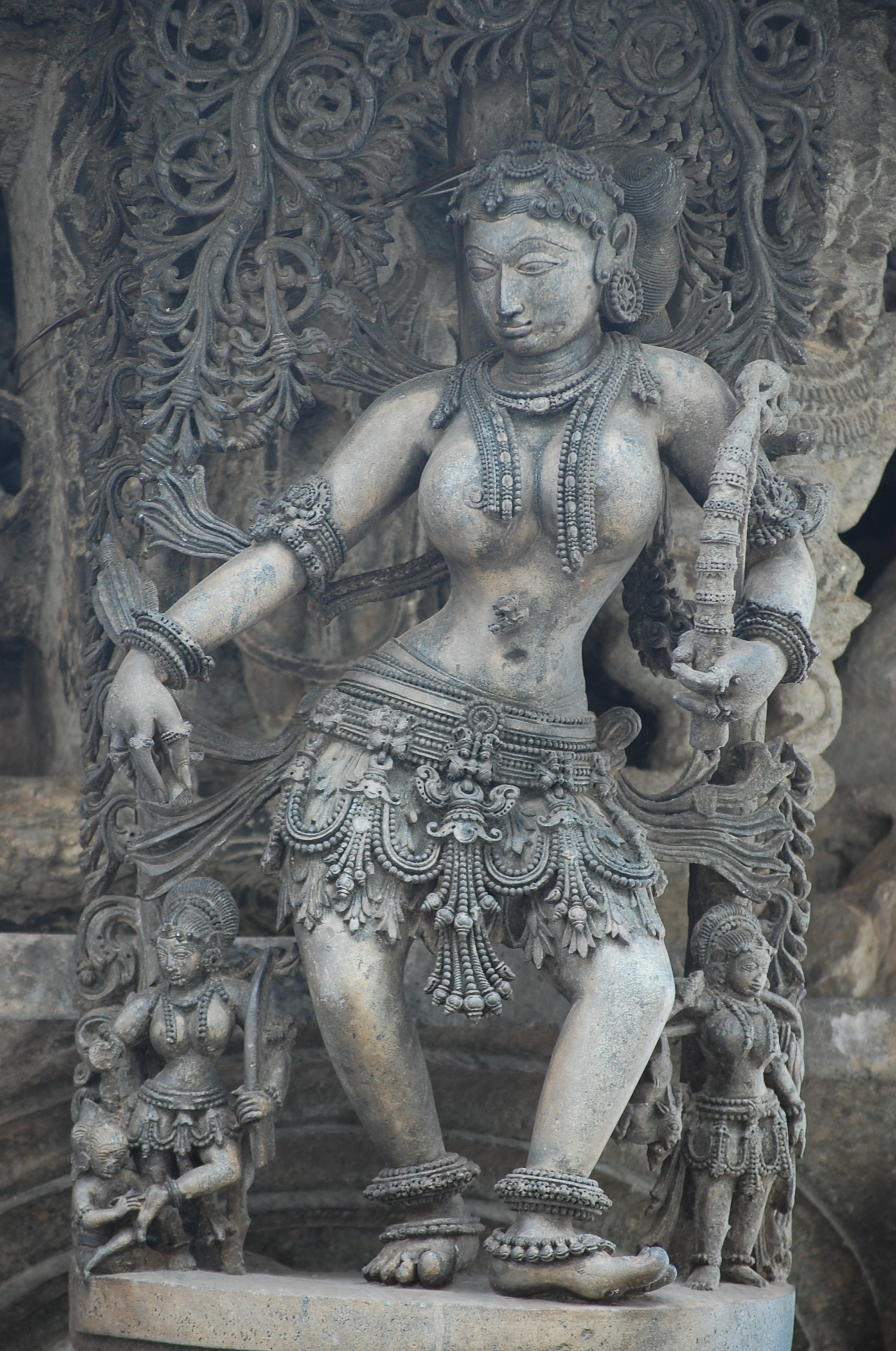

살라반지카(salabhanjika 또는 shalabhanjika)는 인도 예술과 문학에서 다양한 의미로 발견되는 용어이다. 불교 미술에서 이는 나무 옆에 있는 여성 또는 약시의 이미지를 의미하며, 종종 싯다르타(부처)를 낳는 살라 나무 근처의 마야에 대한 언급을 의미한다. 힌두교와 자이나교 예술에서는 그 의미가 덜 구체적이며, 평범한 벽이나 공간의 단조로움을 깨고 생기를 불어넣는 것은 일반적으로 여성인 조각상이나 조각상이다.
불교 문헌에서 살라반지카는 부처의 생애와 관련하여 살라 나무가 꽃을 피울 때 축하하는 고대 인도 축제를 의미하기도 한다.
문헌에서 살라반지카는 문맥에 따라 인형, 요정, 유혹자(창녀)를 의미할 수 있다. 샬라반지카는 불교, 힌두교, 자이나교 건축의 종교 및 세속 공간 안팎에서 발견되는 일반적인 장식 요소이자 인도 조각품이다.
불교 유적지의 사리탑 부조에는 나무 옆에 있는 양식화된 여성이 그려져 있는데, 일반적으로 부처의 어머니 마야가 그랬던 것처럼 가지를 잡거나 부러뜨리는 모습을 보여준다. 이러한 맥락에서 살라반지카는 다산과 관련된 인도 대중 종교의 고대 나무 신과 관련이 있을 수 있다.

## 같이 보기
- 야크시니